# L'armata azzurra
L'armata azzurra è un film del 1932 diretto da Gennaro Righelli.
Girato negli stabilimenti romani della Cines, il film rientra nel filone del cinema di propaganda fascista, celebrando l'aviazione italiana dei primi anni trenta.
Segnò il debutto cinematografico di Gino Cervi.

## Trama
Amici per la pelle, entrambi aviatori, due ufficiali litigano tra di loro e si tolgono il saluto. Finiranno comunque per diventare cognati anche se tra mille equivoci e gelosie, per merito di un'impresa aviatoria che li riavvicinerà.

## Produzione
Titolo provvisorio del film, Aviazione.

### Contributi tecnici
- Aiuto-regia Ferdinando Maria Poggioli
- Tecnico del suono Giovanni Paris
- Consulente tecnico aeronautico e pilota: Comandante Emidio Liberati

## Promozione
Frasi di lancio:
- "Film di largo e possente respiro che traccia tra terre e cielo quella fulgida traiettoria di forza, d'ardimento dei nostri aviatori come mai fu fatto prima d'oggi"
- "Autentico lavoro d'eccezione per la sua mole, per il suo carattere, per il suo contenuto"
- "Le più emozionanti sequenze di volo, con stormi d'aviatori eccezionali, in un imponente concorso di apparecchi, durante superbe gare celesti ed ardimentose imprese isolate"
- "Ardite imprese isolate e magnifici quadri d'insieme. Il film che illustra le audacie dell'aviazione italiana"
- "Il primo film d'aviazione eseguito in Italia"